# Bustarviejo
Bustarviejo ist eine Gemeinde (municipio) mit 2.829 Einwohnern (Stand: 2024) in der Autonomen Gemeinschaft Madrid im Zentrum Spaniens. Zur Gemeinde gehören die Ortsteile El Pedregal und La Pesquera El Pornoso sowie das Neubaugebiet Fuentemilana.

## Lage und Klima
Bustarviejo liegt etwa 60 Kilometer nördlich von Madrid in einer Höhe von ca. 1220 m. An der Grenze zur Nachbargemeinde Canencia findet sich eine Gipfelkette mit den Spitzen des Cabeza de la Braña (1772 m) und Mondalindo bzw. Cabeza del Cervanal (1831 m). 
Das Klima ist im Winter rau, im Sommer dagegen gemäßigt bis warm; Regen (ca. 585 mm/Jahr) fällt übers Jahr verteilt.

## Bevölkerungsentwicklung
| Jahr      | 1970 | 1981 | 1991 | 2001 | 2011 | 2021 |
| Einwohner | 1042 | 1051 | 1222 | 1528 | 2208 | 2701 |

Der Bevölkerungsschub zu Beginn des 21. Jahrhunderts ist auf den Neubau von Wohnsiedlungen zurückzuführen.

## Wirtschaft und Infrastruktur
Die Gemeinde war jahrhundertelang landwirtschaftlich orientiert; im Ort selbst ließen sich Händler, Handwerker und Dienstleister aller Art nieder.

## Sehenswürdigkeiten
- Kirche der Unbefleckten Empfängnis (Iglesia de la Purísima Concepción)
- Einsiedelei Unserer Lieben Frau (Ermita de Nuestra Señora de la Soledad)
- Einsiedelei des Heiligsten Christus von La Peña (Ermita del Santísimo Cristo de la Peña)
- Rathaus
- Turm von La Mina
- Arboretum (seit 2006)

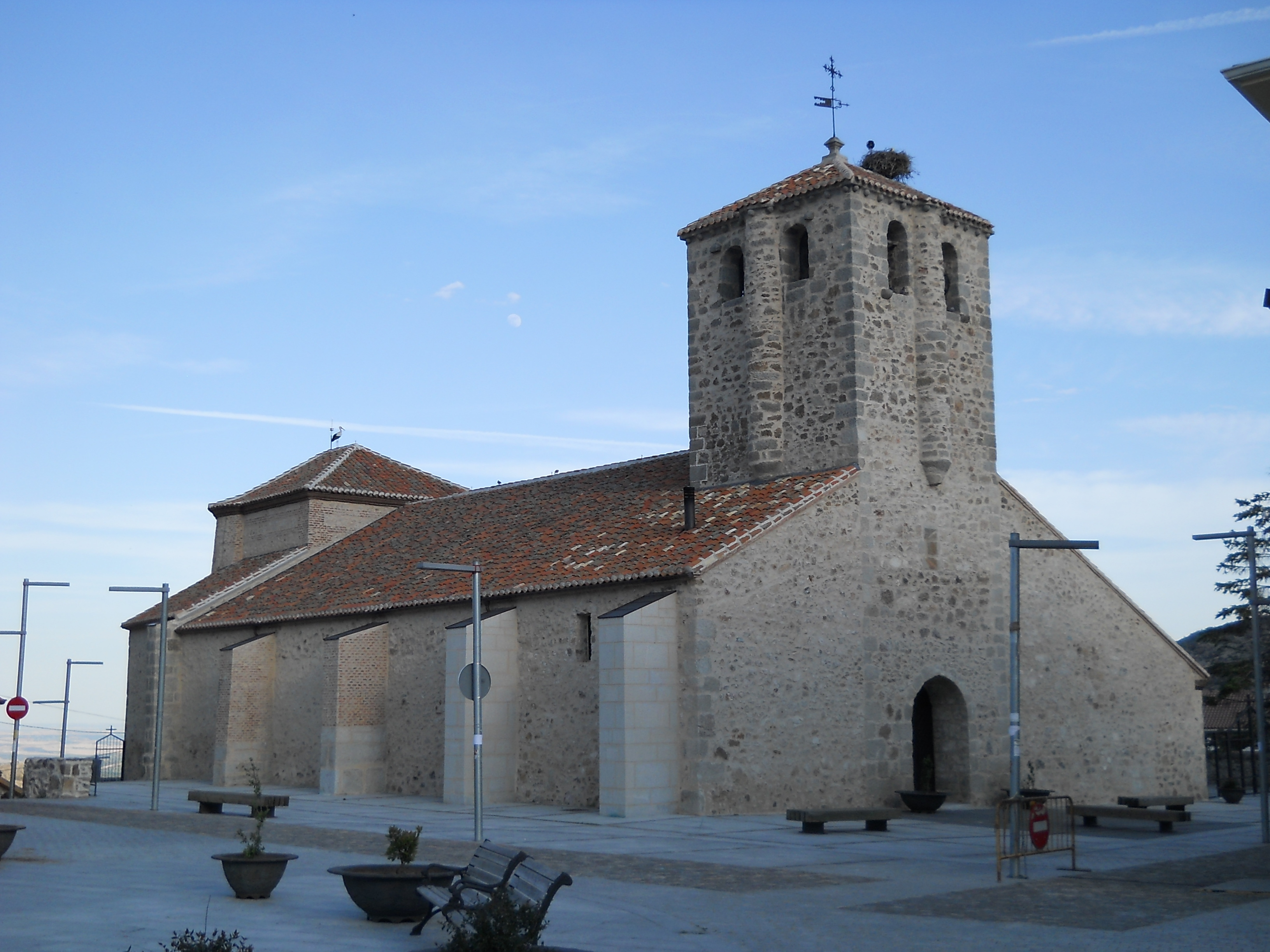
Kirche der Unbefleckten Empfängnis
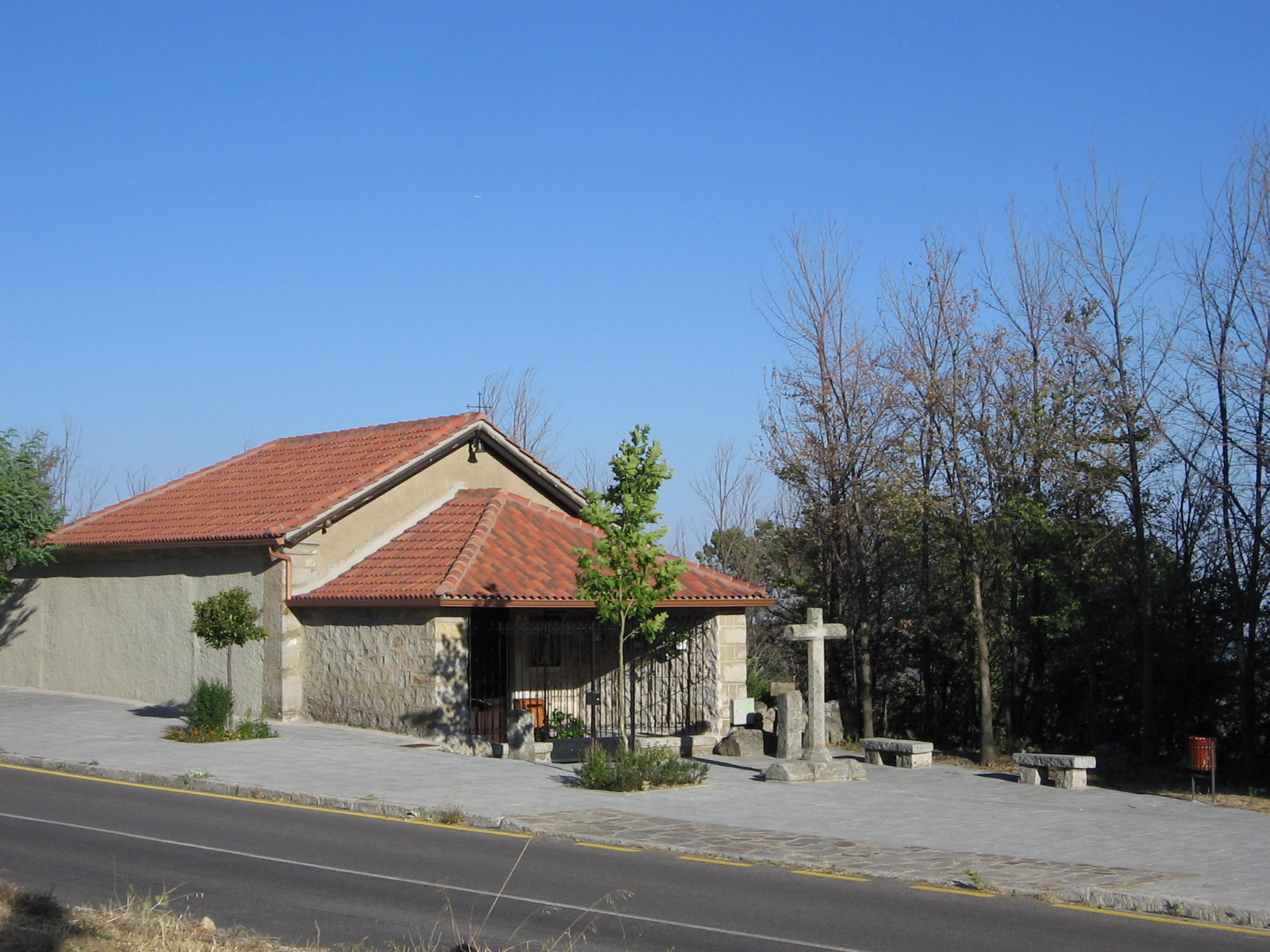
Einsiedelei Unserer Lieben Frau
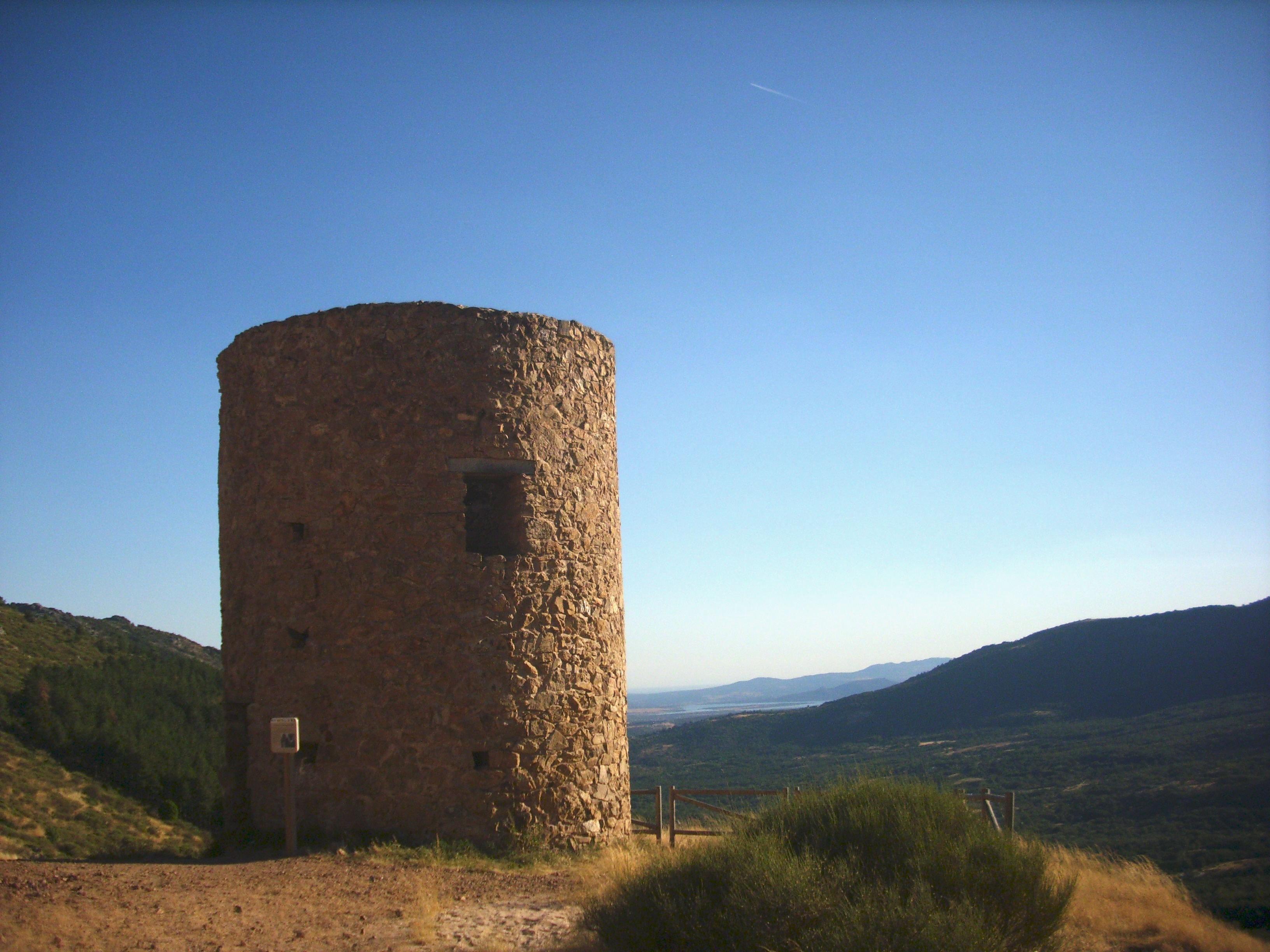
Turm von La Mina
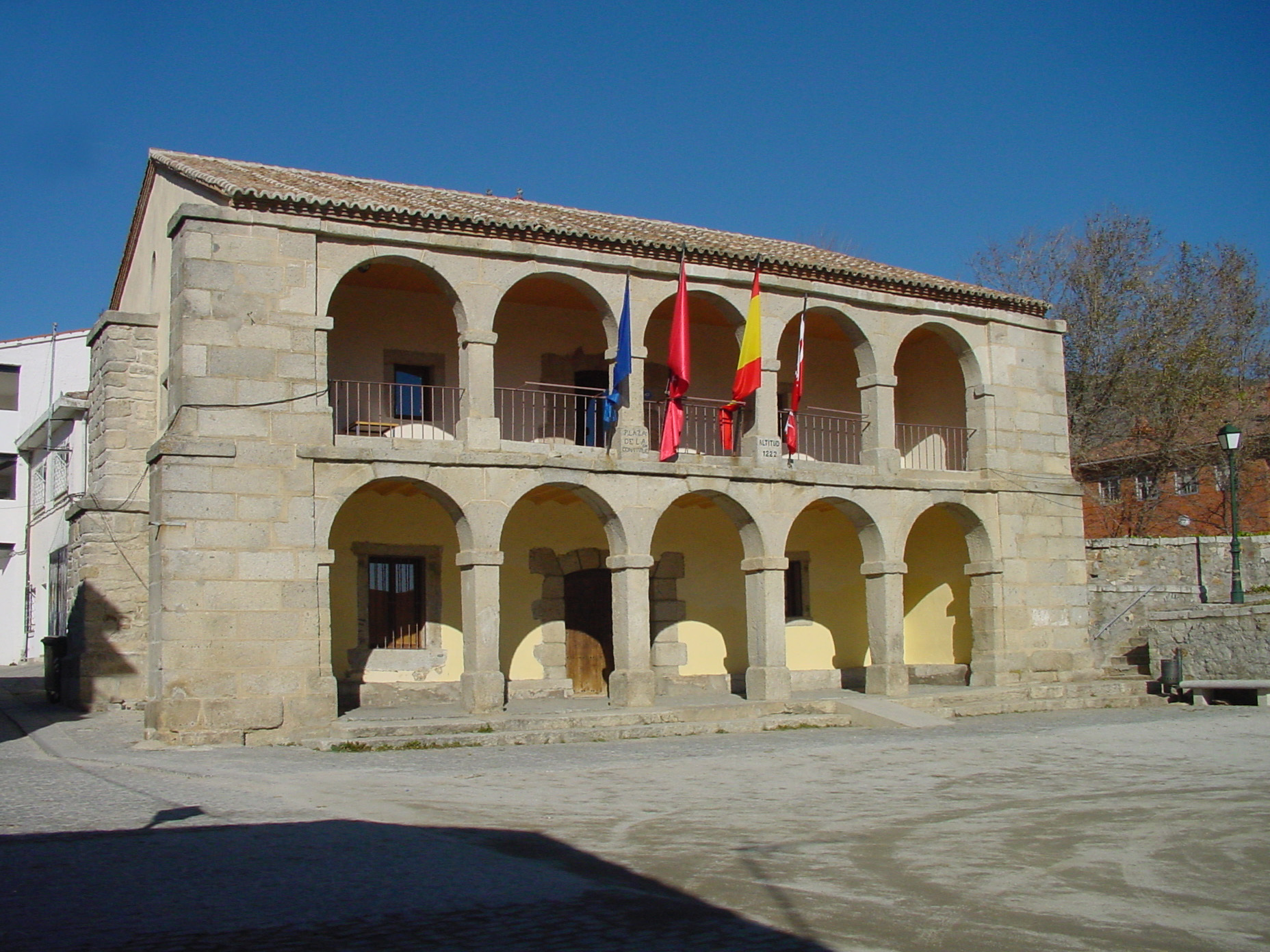
Rathaus